# Gračac
Gračac je općina u  Zadarskoj županiji.

## Zemljopis
Gračac se nalazi u prostranoj udolini u južnoj Lici. Razvio se na raskrižju puteva od Gospića prema Kninu i Krbavi prema Dalmaciji. Od Dalmacije je odijeljen visokim masivom Velebita, preko čijeg prijevoja Prezida prolazi cesta Gračac-Obrovac.
Kroz Gračac prolazi više potoka od kojih jedan prerasta u rječicu Otuču. Općina Gračac s površinom od 957,19 km2 najveća je općina u Zadarskoj županiji  i čini 26,25 % njene površine.
Geografske koordinate Gračaca
- 44° 17' 50.79" sjeverne zemljopisne širine
- 15° 50' 49.90" istočne zemljopisne dužine
- nadmorska visina 460 m

Udaljenost Gračaca od većih gradova:
- Gračac – Gospić 50 km D50
- Gračac – Benkovac 54 km D27
- Gračac – Knin 54 km D1
- Gračac – Zadar 64 km D27, D54, D8

## Stanovništvo
Prema prijašnjem popisu stanovništva iz 2001. godine, općina Gračac imala je oko 4000 stanovnika, a obuhvaćala je osim područja Gračaca i dio gornjeg Pounja. Etnički sastav je bio sljedeći: Hrvati – 2200 ili oko (58,00 %), Srbi – 1300 ili oko (38,00 %), i ostali oko (4,00 %).

### Popis 2011.
Prema službenom popisu stanovništva provedenom 2011. godine općina Gračac ima 4690 stanovnika, od kojih u samom mjestu Gračacu živi 3063.
Etnički sastav stanovništva:
- Hrvati – (53,90 %)
- Srbi – (45,16 %).

Po popisu stanovništva iz 2011. godine, općina Gračac imala je 4690 stanovnika, raspoređenih u 39 naselja:
- Begluci – 61
- Brotnja – 47
- Bruvno – 92
- Cerovac – 3
- Dabašnica – 3
- Deringaj – 77
- Donja Suvaja – 53
- Drenovac Osredački – 12
- Duboki Dol – 0
- Dugopolje – 20
- Glogovo – 11
- Gornja Suvaja – 36
- Grab – 78
- Gračac – 3063
- Gubavčevo Polje – 3
- Kaldrma – 31
- Kijani – 56
- Kom – 34
- Kunovac Kupirovački – 37
- Kupirovo – 46
- Mazin – 47
- Nadvrelo – 1
- Neteka – 87
- Omsica – 12
- Osredci – 42
- Otrić – 15
- Palanka – 19
- Pribudić – 5
- Prljevo – 7
- Rastičevo – 4
- Rudopolje Bruvanjsko – 31
- Srb – 472
- Tiškovac Lički – 15
- Tomingaj – 26
- Velika Popina – 71
- Vučipolje – 1
- Zaklopac – 23
- Zrmanja – 21
- Zrmanja Vrelo – 28

### Nacionalni sastav općine Gračac
Općina Gračac prije turskih osvajanja imala je čisto hrvatski nacionalni sastav stanovništva. Tijekom turske okupacije na područje općine naseljeni su pravoslavni Vlasi, tako da je nakon oslobođenja od Turaka katolička župa Gračac imala 1300 vjernika. Mješovit sastav stanovništva bio je izrazitiji do Drugoga svjetskog rata kada je većina katolika bila protjerana iz Gračaca. Do Domovinskog rata općina Gračac obuhvaćala je druga područja, ili točnije područje današnje općine Lovinac i zapadni dio današnje općine Gračac, bez područja gornjeg Pounja.
| Stanovništvo današnje općine Gračac po narodnosti | Stanovništvo današnje općine Gračac po narodnosti | Stanovništvo današnje općine Gračac po narodnosti | Stanovništvo današnje općine Gračac po narodnosti | Stanovništvo današnje općine Gračac po narodnosti |
| Godina                                            | total                                             | Hrvati                                            | Srbi                                              | ostali                                            |
| ------------------------------------------------- | ------------------------------------------------- | ------------------------------------------------- | ------------------------------------------------- | ------------------------------------------------- |
| 2001.                                             | 3923                                              | 2260 (57,61 %)                                    | 1523 (38,82 %)                                    | 140 (3,57 %)                                      |
| 2011.                                             | 4690                                              | 2528 (53,90 %)                                    | 2118 (45,16 %)                                    | 44 (0,94 %)                                       |

| broj stanovnika | 19099 | 22570 | 19388 | 22152 | 24607 | 25192 | 25437 | 25214 | 17946 | 17706 | 16670 | 14377 | 12151 | 11167 | 3923  | 4690  | 3136  |
|                 | 1857. | 1869. | 1880. | 1890. | 1900. | 1910. | 1921. | 1931. | 1948. | 1953. | 1961. | 1971. | 1981. | 1991. | 2001. | 2011. | 2021. |

| broj stanovnika | 1483  | 1870  | 1452  | 1868  | 2083  | 2040  | 2137  | 2192  | 2081  | 2308  | 2829  | 3144  | 3713  | 4101  | 2689  | 3063  | 2060  |
|                 | 1857. | 1869. | 1880. | 1890. | 1900. | 1910. | 1921. | 1931. | 1948. | 1953. | 1961. | 1971. | 1981. | 1991. | 2001. | 2011. | 2021. |

## Uprava
- Iz prijeratne općine Gračac izdvojen je Lovinac u samostalnu općinu, dok je Gračacu priključen Srb iz nekadašnje općine Donji Lapac.
- Prostor općine Gračac djeli se na dva mjesna odbora: Mjesni odbor Gračac (zapad) i mjesni odbor (istok) Srb. Općina Gračac je površinski najveća općina u Hrvatskoj. Načelnik općine je Robert Juko. (HDZ).[8]

## Povijest
Na području Gračaca nalazila se srednjovjekovna hrvatska plemenita župa Otuča u kojoj su obitavale plemenite hrvatske obitelji koje su sačuvale slobodu i pravo samouprave. Tragovi srednjovjekovnoga grada na Gradini blizu katoličke crkve čuvaju ostatke sjedišta starohrvatske otučke plemenite župe. 
Grad se spominje 1302. god. 1509. god. kada je bio u posjedu hrvatskoga plemića Ivana Karlovića, a od 1527. do 1687. bio je pod turskom okupacijom. Tada je propala starohrvatska župa Otuča.
Znamenita barokna rimokatolička župna crkva sv. Jurja iz XVIII. st. stradala je u II. svjetskom ratu kada su je oštetili četnici pri napadu na grad, u njoj se nalazi kasnobarokni epitaf hrvatskoga grofa Kneževića iz 1781. Popis stanovništva Like i Krbave iz 1712. godine bilježi da u Gračacu živi 156 vlaških obitelji. Na groblju uz rječicu Otuču nalazi se tri metra visok monolitni križ na grobu Ivana Balenovića slavnog branitelja Gračaca koji je poginuo braneči Gračac od Turaka. 
Današnje naselje Gračac se jače razvija nakon oslobođenja od Turaka, u razdoblju Hrvatske vojne krajine kao važna obrambena točka prema turskoj Bosni, u to je vrijeme izgrađena nova strateška vojna cesta  Gospić-Gračac-Knin 1789. godine. Umjesto nekadašnje srednjovjekovne koja je prolazila kroz Bihać. Prometna važnost Gračaca je još više porasla nakon otvaranja ličke pruge 1925. Osnivanjem udruge "Starohrvatska župa Otuča" ponovno se teži povezati kontinuitet starodrevnih slavnih hrvatskih tradicija Otuče s današnjicom.
U Drugome svjetskom ratu i još više poslije rata, jugokomunisti i velikosrbi su ubijanjem uništili župu u Gračcu.

## Gospodarstvo
Zadnjih godina bilježi se gospodarski oporavak općine Gračac, osobito se razvija turizam i eko-proizvodnja zdrave hrane.

## Poznate osobe
- Marijan Matijević, "Junak iz Like", nekada najjači čovjek na svijetu
- Josipa Vancaš (1824. – 1910.), poznata i kao majčica Ilira
- Slavica Knežević, hrvatska kazališna, televizijska i filmska glumica

## Spomenici i znamenitosti
- Cerovačke pećine
- izvor Zrmanje
- Ostatci starohrvatske kraljevske utvrde Zvonigrada nad gornjom Zrmanjom.
- Župna crkva sv. Jurja mučenika u Gračcu (1715.)
- Starohrvatska gradina "OTUČA" u Gračcu s novim spomenikom palim hrvatskim braniteljima iz "Domovinskog rata"
- velebni franjevački samostan
- pravoslavni hram Vaznesenja Gospodnjeg iz 1874. godine, stradao 1941. – 1945., srušen do temelja 1954. godine[11]

## Cerovačke pećine
Cerovačke pećine su najveći spiljski kompleks u Hrvatskoj. Nalaze se četiri kilometra jugozapadno od Gračaca, na sjeverno istočnoj padini velebitskog brda Crnopac (1403 m), u južnom dijelu Parka prirode Velebit.

### Opis
Otkrivene su prilikom izgradnje Ličke pruge 1924. godine, a otkrio ih je graditelj pruge Nikola Turkalj. Ime su dobile po željezničkoj postaji Cerovac. Ove su pećine jedno od najvećih nalazišta pećinskog medvjeda u Hrvatskoj, a pronađene su fosilne ljudske kosti i brončana sjekira. Ta ljudska kost pripadala je tzv. "lovcu na spiljske medvjede" iz gornjeg pleistocena koji je tu živio otprilike prije 20 tisuća godina. Dužina pećina iznosi 3800 m, a čitavog sustava 4 kilometra.
Gornja pećina duga je 1295 m, a Donja 2779 m. Između njih nalazi se znatno manja, Srednja pećina. Prosječna je temperatura u špiljama 11°C. 
Bogate su špiljskim ukrasima i krškim pojavama (ponorima i dimnjacima), značajno su paleontološko nalazište špiljskog medvjeda te pretpovijesne keramike (ilirsko-keltska kultura). Kao geomorfološki spomenik prirode, zaštićene su 1961. godine kao "posebni geomorfološki rezervat".

## Obrazovanje
- Osnovna škola "Nikola Tesla"
- Srednja škola Gračac

## Kultura
U Gračacu djeluje više raznih udruga građana:
- KUD "Šokadija i prijatelji"
- Udruga "Starohrvatska župa Otuča"[nedostaje izvor]
- Hrvatsko kulturno društvo "Napredak"

## Šport
- NK Velebit Gračac
- Taekwondo klub "Gračac"

Nekada je u Gračacu djelovao i nogometni klub Bićo Kesić.
- PD Crnopac

## Vanjske poveznice
- Općina Gračac

|  | Portal Hrvatske: pristup člancima s tematikom o Hrvatskoj |